# The Modern Touch
The Modern Touch — студійний альбом американського джазового саксофоніста Бенні Голсона, випущений у 1957 році лейблом Riverside Records.

## Опис
Другий альбом Бенні Голсона як соліста був записаний на лейблі Riverside Records у складі секстету, до якого увійшли трубач Кенні Доргем, тромбоніст Дж. Дж. Джонсон, піаніст Вінтон Келлі, контрабасист Пол Чемберс і ударник Макс Роуч. Гурт виконує три оригінали Голсона, пару композицій Джиджі Грайса (найвідоміша з них «Hymn to the Orient»), а також стандарт «Namely You».

## Список композицій
1. «Out of the Past» (Бенні Голсон) — 6:22
2. «Reunion» (Джиджі Грайс) — 7:14
3. «Venetian Breeze» (Бенні Голсон) — 5:38
4. «Hymn to the Orient» (Джиджі Грайс) — 4:07
5. «Namely You» (Джин ДеПол, Джонні Мерсер) — 4:42
6. «Blues on Down» (Бенні Голсон) — 11:34

## Учасники запису
- Бенні Голсон — тенор-саксофон
- Кенні Доргем — труба
- Дж. Дж. Джонсон — тромбон
- Вінтон Келлі — фортепіано
- Пол Чемберс — контрабас
- Макс Роуч — ударні

Технічний персонал
- Оррін Кіпньюз — продюсер, текст обкладинки
- Джек Хіггінс — інженер
- Пол Бейкон — дизайн обкладинки
- Пол Веллер — фотографія обкладинки
- Лоуренс Шустак — фотографія звороту